# A Lab on Fire
A Lab on Fire è un brand di profumi americano che realizza una produzione limitata di profumi di alta qualità in collaborazione con i più acclamati profumieri mondiali come Olivier Polge e Thierry Wasser.